# Deutsche Fußballmeisterschaft der B-Junioren 2002/03
Die deutsche B-Jugendmeisterschaft 2003 war die 27. Auflage dieses Fußballwettbewerbes. Meister wurde Hertha BSC, das im Finale den Gastgeber VfB Stuttgart mit 4:1 besiegte.

## Teilnehmende Mannschaften
| Regionalliga Nord                                      | Regionalliga Nordost  | Regionalliga West                                              | Regionalliga Südwest            | Regionalliga Süd                                        |
| ------------------------------------------------------ | --------------------- | -------------------------------------------------------------- | ------------------------------- | ------------------------------------------------------- |
| - Meister: SV Werder Bremen - Vizemeister: Hannover 96 | - Meister: Hertha BSC | - Meister Borussia Dortmund - Vizemeister: Bayer 04 Leverkusen | - Meister: 1. FC Kaiserslautern | - Meister: VfB Stuttgart - Vizemeister TSV 1860 München |

### Viertelfinale
| Datum                      |                     | Ergebnis  |                     |
| -------------------------- | ------------------- | --------- | ------------------- |
| 15. Juni 2003 um 11:00 Uhr | Hannover 96         | 1:3 (0:1) | Bayer 04 Leverkusen |
| 18. Juni 2003 um 19:00 Uhr | Bayer 04 Leverkusen | 3:2 (1:2) | Hannover 96         |
| Gesamt:                    | Hannover 96         | 3:6       | Bayer 04 Leverkusen |

| Datum                      |                   | Ergebnis  |                   |
| -------------------------- | ----------------- | --------- | ----------------- |
| 15. Juni 2003 um 11:00 Uhr | Borussia Dortmund | 1:6 (0:3) | Hertha BSC        |
| 18. Juni 2003 um 18:00 Uhr | Hertha BSC        | 3:2 (2:2) | Borussia Dortmund |
| Gesamt:                    | Borussia Dortmund | 3:9       | Hertha BSC        |

| Datum                      |                  | Ergebnis  |                  |
| -------------------------- | ---------------- | --------- | ---------------- |
| 15. Juni 2003 um 11:00 Uhr | VfB Stuttgart    | 3:0 (1:0) | SV Werder Bremen |
| 18. Juni 2003 um 18:30 Uhr | SV Werder Bremen | 0:1 (0:0) | VfB Stuttgart    |
| Gesamt:                    | VfB Stuttgart    | 3:1       | SV Werder Bremen |

| Datum                      |                      | Ergebnis        |                      |
| -------------------------- | -------------------- | --------------- | -------------------- |
| 15. Juni 2003 um 10:30 Uhr | TSV 1860 München     | 1:2 (0:1)       | 1. FC Kaiserslautern |
| 18. Juni 2003 um 18:30 Uhr | 1. FC Kaiserslautern | 0:1 (0:0)       | TSV 1860 München     |
| Gesamt:                    | TSV 1860 München     | 2:2 (4:1 i. E.) | 1. FC Kaiserslautern |

### Halbfinale
| Datum                      |                     | Ergebnis  |                     |
| -------------------------- | ------------------- | --------- | ------------------- |
| 22. Juni 2003 um 11:00 Uhr | Bayer 04 Leverkusen | 0:4 (0:2) | Hertha BSC          |
| 29. Juni 2003 um 11:00 Uhr | Hertha BSC          | 0:0 (0:0) | Bayer 04 Leverkusen |
| Gesamt:                    | Bayer 04 Leverkusen | 0:4       | Hertha BSC          |

| Datum                      |                  | Ergebnis  |                  |
| -------------------------- | ---------------- | --------- | ---------------- |
| 22. Juni 2003 um 18:30 Uhr | VfB Stuttgart    | 3:1 (2:1) | TSV 1860 München |
| 28. Juni 2003 um 18:00 Uhr | TSV 1860 München | 1:2 (0:1) | VfB Stuttgart    |
| Gesamt:                    | VfB Stuttgart    | 5:2       | TSV 1860 München |

## Finale
| VfB Stuttgart                                                    | VfB Stuttgart | Hertha BSC | Hertha BSC |
| ---------------------------------------------------------------- | --- | --- | ---------- |
| VfB Stuttgart                                                    | \| Samstag, 5. Juli 2003 um 11:00 Uhr in Stuttgart (Waldau-Stadion) \| \| Ergebnis: 1:4 (1:1) \| \| Zuschauer: 1.978 \| \| Schiedsrichter: Nicht bekannt \| | \| Samstag, 5. Juli 2003 um 11:00 Uhr in Stuttgart (Waldau-Stadion) \| \| Ergebnis: 1:4 (1:1) \| \| Zuschauer: 1.978 \| \| Schiedsrichter: Nicht bekannt \| | Hertha BSC |
| VfB Stuttgart                                                    | Fabian Knöpfler – Andreas Beck, Eugen Huber, Maximilian Aust, Zoran Cutura (75. Stefan Schill) – Patrick Leschinski (66. Dirk Prediger), Sami Khedira, Tibor Heber, Murat Kalkan (38. Martin Hess) – Bernd Nehrig (75. Oğuzhan Bıyık), Danny Galm Cheftrainer: Frank Leicht | Lennard Peter – Leon Binder, Pascal Bieler, Volkan Altın (79. Patrick Hinze), Robert Müller – Hakan Cankaya, André Thomas (71. Patrick Ebert), Bilal Çubukçu, Ashkan Dejagah (80. Tamer El Kadi) – Kevin-Prince Boateng, Sascha Schrödter (78. Marcus Steinwarth) Cheftrainer: Dirk Kunert | Hertha BSC |
| VfB Stuttgart                                                    | 1:0 Galm (12.) | 1:1 Schrödter (24.) 1:2 Schrödter (60., Foulelfmeter) 1:3 Dejagah (69.) 1:4 Binder (78.) | Hertha BSC |
| Samstag, 5. Juli 2003 um 11:00 Uhr in Stuttgart (Waldau-Stadion) | | |            |
| Ergebnis: 1:4 (1:1)                                              | | |            |
| Zuschauer: 1.978                                                 | | |            |
| Schiedsrichter: Nicht bekannt                                    | | |            |